# Vandhøns
Vandhøns (Rallidae) er en familie af fugle, der er udbredt over næsten hele verden. Der findes cirka 130 nulevende arter, mens andre omkring 20 arter er uddøde siden 1500-tallet.

## Karaktertræk
Vandhøns er små og mellemstore fugle, der har ret forskelligt udseende. De er næsten alle tilpasset til et skjult liv mellem græs og siv i søer og sumpe eller på enger og marker, enkelte er tilpasset søer og laguner. Af og til kan de søge op i buskenes grene. De flyver generelt sjældent og oftest ret dårligt, og de kaster sig hurtigt igen, de søger at undgå forfølgelse ved hurtigt og smidigt at smutte bort mellem græs og siv, idet deres sammentrykte bøjelige krop tillader dem at klemme sig mellem tætstående rør og lignende. De svømmer alle, de fleste dog kun nødtvungent og de formår da også at dykke.
De fleste arter, med delvis undtagelse af blishøns og rørhøns, lever et så skjult liv, at man næsten ikke lægger mærke til dem, selv på ynglepladsen. Oftest røber de sig blot ved deres specielle skarpe skrig, der navnlig høres i parringstiden. Han og hun er kun lidt forskellige eller helt ens af udseende. Reden er enten løst bygget og anbragt på jorden skjult mellem græs og siv eller fastere bygget anbragt delvis svømmende mellem rør og lignende. Vandhøns er hovedsagelig natfugle, blishøns dog dagfugle.
Der lægges mange æg, hvis antal dog varierer. De er næsten altid plettede. Ungerne forlader næsten straks reden og søger selv deres føde, de er stærkt og tæt dundækkede, oftest særpræget farvede helt forskellig fra forældrene, og som regel næsten helt sorte. Føden er orme, insekter, snegle og alle slags smådyr, men også plantedele, frø og lignende.

## Slægter
Et udvalg af de cirka 39 slægter i familien vandhøns, der i alt omfatter 130 nulevende arter.
- Rallus (11 arter, fx vandrikse)
- Porzana (14 arter, fx plettet rørvagtel)
- Crex (2 arter, fx engsnarre)
- Gallinula (7 arter, fx grønbenet rørhøne)
- Porphyrio (6 arter, fx lille sultanhøne)
- Fulica (11 arter, fx blishøne)